# ألبالات دلس تارونخرس
ألبالات دلس تارونخرس (بالإسبانية: Albalat dels Tarongers)‏ هي municipality of Spain تقع في إسبانيا في Camp de Morvedre. يقدر عدد سكانها بـ 1,121 نسمة ومساحتها 21.35 كم2 وترتفع عن سطح البحر 96 متر.

## أعلام
- أنخيل كاسيرو